# Сикора, Иван Павлович
Иван Павлович Сикора (бел. Іван Паўлавіч Сіко́ра; 19 сентября 1885, Малые Алашки — 26 сентября 1966) — белорусский и советский селекционер. Заслуженный агроном БССР (1956).

## Биография
Окончил Полоцкое начальное училище и Красногорскую учительскую школу. Военную службу проходил в Хабаровском крае. В Первую мировую войну был на фронте. В 1925 году окончил Краковские курсы учителей. Служил садовником графа Пшездецкого в Воропаеве, где и начал вести исследовательскую работу по садоводству.
15 апреля 1941 года по решению СНК БССР на базе сада И. П. Сикоры открылся Северный опорный пункт Белорусского научно-исследовательского института картофелеводства, плодоводства и овощеводства. В саду прошли опробование свыше 600 сортов яблонь, более 100 сортов груш, 500 сортов крыжовника. Вершиной селекционной деятельности стал гибрид № 1377, плоды которого любители образно назвали «Яблоками XXI века». После смерти И. П. Сикоры сорт получил название «Память Сикоры».

## Награды и звания
Иван Павлович был награждён Грамотой Верховного Совета БССР, Почётной грамотой Министерства сельского хозяйства и Большой серебряной медалью ВДНХ СССР.
В 1956 году присвоено звание «Заслуженный агроном БССР».

## Память
- Мемориальный музей садовода-селекционера И. П. Сикоры в д. Алашки Большие Станиславовского сельсовета Шарковщинского района Витебской области Беларуси[1].